# Perthes (Ardenne)
Perthes è un comune francese di 314 abitanti situato nel dipartimento delle Ardenne nella regione del Grand Est.

## Società

### Evoluzione demografica
Abitanti censiti